# 케뱅 르 루
케뱅 르 루(프랑스어: Kévin Le Roux, 1989년 5월 11일~)는 프랑스의 배구 선수이다. 라이트 공격수로 높이에 기교와 스피드까지 겸비했다는 평가를 받고 있어 경우에 따라 센터 공격수로도 활약했다.

## 경력
2005년부터 2009년까지 프랑스 CNVB 유소년팀에서 활동하였으며, 이후 2009년부터 2013년까지 AS 칸에서 뛰었다. 이후 이탈리아 1부 리그 팀인 볼리 피아첸차로 팀을 옮겨 2013-14시즌 팀의 이탈리아 리그 2위, 플레이오프 3위에 공헌했고, 개인 성적도 리그 전체 득점 6위에 오르며 기량을 인정받았다. 또한 프랑스 국가대표로 2014년 9월 폴란드에서 열린 2014년 세계 선수권 대회에 참가하여 팀이 4위에 오르는 데 일조했다.
2014년 11월 23일에 무릎 부상으로 전력에서 이탈한 리베르만 아가메스의 대체 선수로 천안 현대캐피탈 스카이워커스에 영입되었다. 한국 프로 배구에서는 등록명을 "케빈"으로 등록했다.
2015년 시즌을 앞두고 현대캐피탈과 재계약 하지 않았다. 그에 따라 팀을 떠나게 되었다.